# 663 Wschodni Batalion
663 Wschodni Batalion (niem. Ost Bataillon 663, ros. 663 восточный батальон) – kolaboracyjny oddział wojskowy Wehrmachtu złożony z Rosjan podczas II wojny światowej.
Został utworzony pod koniec października 1942 r. z czterech kompanii 9, 10, 11 i 12 Estnischen Sicherungs-Abteilung 186. Składał się w większości z Rosjan. Był podporządkowany niemieckiej 18 Armii Grupy Armii "Północ". Działał w okupowanych północnych obszarach ZSRR. W październiku 1943 r. przeniesiono go do okupowanej południowej Francji. Stacjonował w miasteczku Salin-de-Giraud. Podlegał 19 Armii, ochraniającej wybrzeże Morza Śródziemnego. Na pocz. grudnia tego roku został podporządkowany 338 Dywizji Piechoty gen. Rene de l'Homme de Courbière'a. W poł. kwietnia 1944 r. wszedł w skład 759 Pułku Grenadierów 338 DP jako I batalion. W sierpniu tego roku, po zniszczeniu pułku w ciężkich walkach z wojskami alianckimi pod Rhônetalem, podczas których Rosjanie też ponieśli duże straty, batalion odzyskał samodzielność. Pod koniec 1944 r. przeniesiono do obozu w Münsingen, gdzie wszedł w skład nowo formowanej 1 Dywizji Sił Zbrojnych Komitetu Wyzwolenia Narodów Rosji.